# (8711) Lukeasher
(8711) Lukeasher est un astéroïde de la ceinture principale.

## Description
(8711) Lukeasher est un astéroïde de la ceinture principale. Il fut découvert le 5 juin 1994 à Catalina Station par Carl W. Hergenrother. Il présente une orbite caractérisée par un demi-grand axe de 2,70 UA, une excentricité de 0,06 et une inclinaison de 27,2° par rapport à l'écliptique.

## Compléments